# Бріттні Різ
Бріттні Різ (англ. Brittney Reese, 9 вересня 1986) — американська легкоатлетка, що спеціалізується в стрибках у довжину, олімпійська чемпіонка, чотириразова чемпіонка світу, триразова чемпіонка світу в приміщеннях.

## Кар'єра
| Рік             | Змагання                     | Місце проведення           | Місце           | Дисципліна        | Результат       | Примітки        |
| Представник США | Представник США              | Представник США            | Представник США | Представник США   | Представник США | Представник США |
| --------------- | ---------------------------- | -------------------------- | --------------- | ----------------- | --------------- | --------------- |
| 2007            | Чемпіонат світу              | Осака, Японія              | 8               | стрибки у довжину | 6.60 м          |                 |
| 2008            | Олімпійські ігри             | Пекін, Китай               | 5               | стрибки у довжину | 6.76 м          |                 |
| 2009            | Чемпіонат світу              | Берлін, Німеччина          | 1               | стрибки у довжину | 7.10 м          |                 |
| 2010            | Чемпіонат світу в приміщенні | Доха, Катар                | 1               | стрибки у довжину | 6.70 м          |                 |
| 2011            | Чемпіонат світу              | Тегу, Південна Корея       | 1               | стрибки у довжину | 6.82 м          |                 |
| 2012            | Чемпіонат світу в приміщенні | Стамбул, Туреччина         | 1               | стрибки у довжину | 7.23 м          |                 |
| 2012            | Олімпійські ігри             | Лондон, Велика Британія    | 1               | стрибки у довжину | 7.12 м          |                 |
| 2013            | Чемпіонат світу              | Москва, Росія              | 1               | стрибки у довжину | 7.01 м          |                 |
| 2015            | Чемпіонат світу              | Пекін, Китай               | 24 (кв.)        | стрибки у довжину | 6.39 м          |                 |
| 2016            | Чемпіонат світу в приміщенні | Портленд, США              | 1               | стрибки у довжину | 7.22 м          |                 |
| 2016            | Олімпійські ігри             | Ріо-де-Жанейро, Бразилія   | 2               | стрибки у довжину | 7.15 м          |                 |
| 2017            | Чемпіонат світу              | Лондон, Велика Британія    | 1               | стрибки у довжину | 7.02 м          |                 |
| 2018            | Чемпіонат світу в приміщенні | Бірмінгем, Велика Британія | 2               | стрибки у довжину | 6.89 м          |                 |
| 2019            | Чемпіонат світу              | Доха, Катар                | 13 (кв.)        | стрибки у довжину | 6.52 м          |                 |
| 2021            | Олімпійські ігри             | Токіо, Японія              | 2               | стрибки у довжину | 6.97 м          |                 |